# Алексий (Бельковский)
Архиепископ Алексий (в миру Пётр Фили́ппович Белько́вский; 14 декабря 1841, село Рождествино, Каширский уезд, Тульская губерния — 18 октября 1937, Великий Устюг, Вологодская область) — епископ Русской православный церкви, архиепископ Великоустюжский и Усть-Вымский.
Причислен к лику святых Русской православной церкви в 2000 году.

## Биография
Родился в семье священника Филиппа Ефимовича Бельковского (1813—1878). Окончил Тульскую духовную семинарию (1864).

### Священник
В 1864 году рукоположён епископом Тульским и Белёвским Никандром (Покровским) в Туле для служения в Александро-Невской церкви при больнице.
С 1867 года — учитель певческой архиерейской школы, потом законоучитель и преподаватель в фельдшерской школе, в Тульской местной артиллерийской команде при ТОЗе, в школе Тульского мещанского общества и Михайловского детского приюта, в двух земских школах — мужской и женской на Арсенальной улице.
С 1873 по 1879 — член правления Тульского духовного училища.
17 мая 1875 года перемещён в Тульский кафедральный собор, 1 сентября 1879 года по прошению Тульского мещанского общества — к Михайловской церкви при тульском Михайловском детском приюте как законоучитель, 26 июля 1886 года по собственному прошению перемещён к Александро-Невской церкви.
В 1883—1890 годах — член наблюдательного комитета по Тульскому епархиальному свечному заводу, член строительной комиссии по переустройству зданий Тульского духовного училища. С 1882 по 1885 год — уполномоченный на съездах духовенства Тульской епархии, член совета от духовенства Тульского епархиального женского училища. В 1893—1895 годах — член комитета Тульского епархиального свечного завода.
С 1 сентября 1888 года — заведующий и законоучитель в школе. Много проповедовал, устраивал внебогослужебные религиозные беседы и чтения и сам активно в них участвовал. Был благотворителем и пастырем. Бедных отпевал на свой счёт, а при посещении их домов всегда оделял их деньгами.
В 1891 году во время голода организовал помощь голодающим детям: в устроенной при храме богадельне детей беднейших родителей кормили горячим завтраком. Кроме богадельни, при храме действовали церковно-приходская школа и (с 1896) — бесплатная народная библиотека-читальня.
9 апреля 1897 года возведён в сан протоиерея.
В том же 1897 году священник Пётр Бельковский овдовел и по его желанию был пострижен в монашество с наречением имени Алексий.
С 14 марта 1898 года — настоятель Старорусского Спасо-Преображенского монастыря в сане архимандрита.

### Архиерей
20 августа 1904 года архимандрит Алексий назначен, 1 сентября наречён и 5 сентября хиротонисан в епископа Великоустюжского, 2-го викария Вологодского епископа; 28 сентября прибыл в Великий Устюг.
При нём было выстроено женское Епархиальное училище, построены и освящены несколько храмов, в том числе в 1916 году тюремный Св. Митрофана Воронежского.
25 апреля 1906 года был уволен на покой, согласно собственному прошению, в котором утверждалась невозможность служить «по преклонности лет и болезненному состоянию».
С 9 декабря 1909 года Владыка вновь призван на служение и был переименован в 1-го викария Вологодской епархии.
С 13 сентября 1916 года он получил особые архиерейские полномочия с титулом епископа Великоустюжского и Усть-Вымского.
С 23 августа (3 сентября) 1918 года утверждён полным правящим архиерем. По постановлению Священного Синода Великоустюжское викариатство было преобразовано в самостоятельную Великоустюжскую и Усть-Вымскую епархию, территория которой совпадала с территорией образованной летом того же года Северо-Двинской губернии с центром в Великом Устюге.
С 29 марта 1920 года был возведён в сан архиепископа. Границы епархии менялись, и в связи с изменениями административных границ, с 30 июля 1923 года он вновь утверждается как «архиепископ Великоустюжский и Усть-Вымский».
В 1922 году после ареста патриарха Тихона (Беллавина) в Москве оформилась так называемая обновленческая церковь. Обновленцы провели свой собор и образовали Высшее Церковное Управление.
В 1923 году с помощью НКВД они стали захватывать церковное управление на местах, духовые консистории и духовные правления. В Великом Устюге они развернули травлю правящего архиерея «Тихоновской церкви». Возглавлял это движение вологодский священник Тихон Шаламов, отец писателя Варлама Шаламова.
После образования обновленческого синода и признания его Восточными патриархами в 1924 году, правящий архиерей «староцерковников» Алексий Бельковский, как сохранивший верность патриарху Тихону и матери-церкви, был уволен обновленцами на покой.
Жил в Великом Устюге при храме преподобного Симеона Столпника, каждый день совершал Божественную литургию. После закрытия этого храма жил в церковной сторожке, служил в храмах преподобного Сергия Радонежского и великомученика Димитрия Солунского в Дымковской слободе за рекой Сухона. Прекратил служение только в начале 1937 года, когда ему по старости уже было невозможно самостоятельно ходить.

### Арест и мученическая кончина
Осенью 1937 года арестован в возрасте 95 лет в Дымкове. Самостоятельно не мог передвигаться — сотрудникам НКВД пришлось выносить владыку «вместе с одром». Вместо носилок они использовали простыню, чтоб погрузить на телегу. Пребывая в полном сознании и ободряя собратьев в стоянии за веру, скончался через несколько дней в тюрьме (в соборе бывшего Михайло-Архангельского монастыря). Вместе с другими расстрелянными был брошен в расстрельный ров на склоне у ручья за городом у городского кладбища. Верующие смогли ночью вытащить тело владыки и тайно перезахоронить неподалёку, на гребне рва. Ныне это место вошло в границы городского кладбища.

## Канонизация
Причислен к лику святых Новомучеников и Исповедников Российских на Юбилейном Архиерейском соборе Русской православной церкви в августе 2000 года для общецерковного почитания. День памяти 18 сентября. В этот день с 2012 года празднуется Память всех мучеников и исповедников Великоустюжских.

## Награды
1 мая 1871 года — набедренник; 31 марта 1874 года — скуфья; 16 апреля 1873 года — камилавка; 1 апреля 1890 года — золотой наперсный крест.

## Семья
Жена: Елисавета Ивановна Бельковская (1846—1896 гг.).
- Дети:
  - Алексей — род. 31 января 1873 г., окончил курс Киевской Академии;
  - Александр — род. 17 октября 1874 г., окончил курс Киевского университета;
  - Василий — род. 12 января 1877 г., окончил курс Тульской духовной семинарии;
  - Евгений — род. 4 марта 1880 г., окончил курс Тульского духовного училища;
  - Вера — род. 14 января 1882 г., обучалась в Тульском Епархиальном женском училище.

Священник Василий Петрович Бельковский был репрессирован в 1937 году. Закончил земную жизнь на Бутовском полигоне. Священник Евгений Петрович Бельковский затем служил в епархии своего родителя, в последние годы перед закрытием был духовником женского Знамено-Филипповского монастыря в Великом Устюге. Судьба после 1929 года неизвестна.